# أرماندو توبار
أرماندو توبار (بالإسبانية: Armando Tobar)‏ هو لاعب كرة قدم تشيلي في مركز الهجوم، ولد في 7 يونيو 1938 في تشيلي، وتوفي في 18 نوفمبر 2016 في فينيا ديل مار في تشيلي. شارك مع منتخب تشيلي لكرة القدم. أما مع النوادي، فقد لعب مع سانتياغو واندررز ونادي أونيفرسيداد كاتوليكا.

## وصلات خارجية
- أرماندو توبار على موقع الاتحاد الدولي (مؤرشف)  (الإنجليزية)
- أرماندو توبار على موقع قاعدة بيانات كرة القدم.إي يو (الإنجليزية)
- أرماندو توبار على موقع ناشيونال فوتبول تيمز (الإنجليزية)
- أرماندو توبار على موقع عالم كرة القدم.نت (الإنجليزية)